# Donskaja povest'
Donskaja povest' (Донская повесть) è un film del 1964 diretto da Vladimir Aleksandrovič Fetin.